# Molophilus mancus
Molophilus mancus är en tvåvingeart som beskrevs av Alexander 1944. Molophilus mancus ingår i släktet Molophilus och familjen småharkrankar. Inga underarter finns listade i Catalogue of Life.